# Héctor Galmés
Héctor Galmés (Montevideo, 21 de diciembre de 1933 - Montevideo, 12 de enero de 1986) fue un escritor, profesor y traductor uruguayo.

## Biografía
Fue profesor de literatura en liceos de Dolores, Soriano, y de Montevideo. Dio clases de literatura española e hispanoamericana en el Instituto de Profesores Artigas desde la segunda mitad de los años 1970 hasta 1985.
Su primera novela, Necrocosmos, fue publicada en 1971. En 1977 publicó Las calandrias griegas y en 1985 Final de borrador, novelas que junto con la primera conforman una trilogía cuya temas centrales son la imaginación y el declive de las fuerzas creadoras.
Como crítico y ensayista publicó, en la primera mitad de los años 1970, sus trabajos en la revista Maldoror, cuyo consejo de redacción integraba. Como investigador, clasificó la correspondencia de Eduardo Acevedo Díaz en la Biblioteca Nacional de Uruguay, a fines de la misma década. Colaboró con el semanario Correo de los Viernes durante los últimos años de la dictadura cívico-militar en Uruguay (1973-1985), y también en otros medios de la época.
Tradujo del alemán, anotó y preparó ediciones de Fausto (1972) y Las cuitas de Werther (1977) de Goethe y La metamorfosis (1975) de Kafka.
En 1981 reunió sus cuentos en La noche del día menos pensado, en la misma tónica que sus novelas, más la inclusión de elementos fantásticos en algunos de ellos. Hasta entonces, solo había publicado cuentos en algunas antologías colectivas.
En forma póstuma, Ediciones de la Banda Oriental (EBO), editorial en la que aparecieron todos sus libros y traducciones, publicó en 2006 su novela La siesta del burro junto a su cuento Sosías. Estos textos fueron reconstruidos por Heber Raviolo sobre la base de los papeles que Galmés dejara a su muerte en 1986.
En 2011 se editó su obra de ficción completa, más un par de cuentos inéditos, en un volumen titulado Narraciones completas (EBO), con prólogo de Elvio Gandolfo.

## Obras
- Necrocosmos (Ediciones de la Banda Oriental, 1971)
- Las calandrias griegas (Ediciones de la Banda Oriental, 1977)
- La noche del día menos pensado (Ediciones de la Banda Oriental, cuentos, 1981, prólogo de Alejandro Paternain)
- Final en borrador (Ediciones de la Banda Oriental, 1985)
- La siesta del burro. Sosías (novela y cuento respectivamente, Ediciones de la Banda Oriental, 2006, prólogo de Heber Raviolo)[2] póstumo
- Narraciones completas (Ediciones de la Banda Oriental, 2011, prólogo de Elvio Gandolfo)[1]

Traducciones
- Fausto, de Goethe (traducción y notas, 1972)
- La metamorfosis, de Franz Kafka (traducción, 1975)
- Werther, de Goethe (traducción con notas) (1977)

Otros
- Introducción a las literaturas griega y latina (ensayo, 1974)
- Presentación y notas a Correspondencia familiar e íntima de Eduardo Acevedo Díaz (1979)